# Wilhelm Beer
Wilhelm Wolff Beer (4. ledna 1797, Berlín – 27. března 1850, tamtéž) byl německý bankéř a amatérský astronom. Spolu s Johannem Heinrichem von Mädlerem vydal mapu Měsíce (Mappa Selenographica).
Je po něm pojmenován impaktní kráter Beer na přivrácené straně Měsíce a kráter Beer na Marsu.